# Gavià del Japó
El gavià del Japó (Larus crassirostris) és una espècie de gavina (gènere Larus) nativa de l'Àsia oriental.

## Descripció
La gavina del Japó és de mida mitjana (46 cm) amb una envergadura alar de 126–128 cm. Té les potes grogues i una taca vermella i negra al final del bec. Els mascles i les femelles tenen plomatge i característiques idèntiques, tot i que els mascles tenen una mida més grossa que les femelles. Aquesta gavina triga quatre anys a arribar al plomatge adult complet. L'ocell té una crida semblant a un gat, donant-li el nom japonès — «umineko» (海猫, "gat de mar"), i el nom coreà —  «gwaeng-yi», que significa gavina "gat". A Hachinohe les crides són un dels "100 paisatges sonors del Japó".

## Distribució i hàbitat
L'espècie resideix a les costes del mar de la Xina Oriental, Japó, Manxúria i les Illes Kurils. És un vagant d'Alaska i Amèrica del Nord i s'ha trobat a les Filipines.

### Al Japó
L'ocell és comú al Japó, niant des de Hokkaido fins a Kyushu occidental, fins al punt que ha provocat retards en els vols a l'aeroport de Haneda a Tòquio.
A Kabushimana, una península (anteriorment una illa) a Hachinohe, Aomori, Japó,  es pot trobar una enorme colònia de gavines del Japó. Un santuari xintoista va ser aixecat pels pescadors el 1269 (encara que ha estat reconstruït diverses vegades des de llavors) en el qual la gavina del Japó és vista com un missatger de la deessa de la pesca. Durant més de 700 anys, l'espècie ha gaudit de reverència, alimentació i protecció de la població local. Com a resultat, cada estiu, més de 40.000 gavines del Japó nien i crien als terrenys del santuari i l'illa circumdant, que ha estat designada Monument Natural Nacional pel govern del Japó. Les gavines són molt dòcils i són una atracció turística local popular.
Al voltant de 5.000 ocells també nien a Fumi-shima a la prefectura de Shimane prop del santuari Izumo, i hi ha una gran colònia a l'illa Teuri a Hokkaido.

### A Corea
L'espècie és comuna a la costa de Corea i en diverses illes. Hi ha més de 20.000 gavines del Japó a les Roques de Liancourt, i el nombre augmenta a causa de l'absència de depredadors. El 2008, l'ocell va ser escollit oficialment com una de les mascotes de les Roques de Liancourt. Les illes Nando i Hongdo, ambdós monuments naturals coreans des de 1982, també són coneguts com a llocs de cria.

## Ecologia
La gavina del Japó s'alimenta principalment de petits peixos, mol·luscs, restes de crustacis i carronya. Un estudi que analitzava les parts identificables d'excrements va trobar que el 19,1% consistia en restes de peixos, el 3,3% de crustacis i el 3,3% d'insectes terrestres.
L'espècie sovint segueix vaixells i flotes pesqueres comercials. També roba menjar d'altres ocells marins. Niua en colònies que es formen a mitjans d'abril. Ponen entre 2 i 3 ous a principis de juny. La incubació dura aproximadament 24 dies.
Les gavines del Japó utilitzen una varietat de senyals de veu i se sap que utilitzen més de 10 sons diferents per a la comunicació. Els joves poden reconèixer els pares per la seva veu i estimulació visual entre 10 i 15 dies després de l'eclosió, i també poden distingir entre germans i no germans. Les crides d'alarma són senyals d'alerta que adverteixen de depredadors o perill. Les crides agressives acompanyen els atacs contra els depredadors. Les crides de contacte són senyals que s'utilitzen per a la comunicació interespecífica. El so semblant al gat més comunament escoltat ("mau") és una part de la crida de contacte, i s'utilitza amb freqüència, com quan torna al niu després de prendre menjar, alternant el paper de l'aparellament i la nidificació, tenint cura dels joves, el vol col·lectiu, etc. El so d'una gavina jove que demana menjar i el so d'una femella durant l'aparellament també s'inclouen en la crida de contacte.